# Sawa (Wołkow)
Sawa, imię świeckie Siergiej Aleksandrowicz Wołkow (ur. 27 września 1958 w Szigoniu) – biskup Mołdawskiego Kościoła Prawosławnego.

## Życiorys
Od 1967 mieszkał razem z rodziną w Sarańsku, zaś w 1974 rozpoczął naukę w technikum kolejowym w Ruzajewce. W 1976 arcybiskup penzeński i sarański Melchizedek udzielił mu rekomendacji na wstąpienie do seminarium duchownego w Moskwie, które Siergiej Wołkow ukończył w 1980. Następnie rozpoczął studia teologiczne w Moskiewskiej Akademii Duchownej, które przerwał na okresie 1982–1984 w celu odbycia zasadniczej służby wojskowej. Po powrocie do Akademii, w 1986, został posłusznikiem w Monasterze Daniłowskim. W kwietniu tego samego roku złożył pierwsze śluby zakonne w riasę przed przełożonym klasztoru, archimandrytą Eulogiuszem. 18 maja 1986 metropolita Tallinna i całej Estonii Aleksy wyświęcił go na diakona. W grudniu tego samego roku nowy przełożony Monasteru Daniłowskiego, archimandryta Pantelejmon przyjął od niego wieczyste śluby mnisze i nadał mu imię Sawa na cześć świętego mnicha Sawy Storożewskiego. 6 stycznia 1987 metropolita wołokołamski i juriewski Pitirim wyświęcił go na hieromnicha. W tym samym roku otrzymał godność igumena, zaś rok później – archimandryty. Przebywał w Monasterze Daniłowskim, gdzie wykonywał zadania ekonoma, zaś od 1989 do 1990 był odpowiedzialny za przyjmowanie gości zagranicznych. 16 października 1990 został proboszczem parafii Wniebowstąpienia Pańskiego w Moskwie. W parafii zorganizował przytułek dla sierot oraz przyczynił się do wzniesienia nowej cerkwi pod wezwaniem św. Olgi.
16 lipca 1995 Święty Synod Rosyjskiego Kościoła Prawosławnego wyznaczył go na przewodniczącego nowo powstałego oddziału ds. współpracy z siłami zbrojnymi oraz nominował go na biskupa pomocniczego eparchii moskiewskiej z tytułem biskupa krasnogorskiego. Chirotonia biskupia odbyła się w soborze Trójcy Świętej w Monasterze Daniłowskim 12 września tego samego roku. Udział w niej wzięli patriarcha moskiewski i całej Rusi Aleksy II, metropolici kruticki i kołomieński Juwenaliusz oraz woroneski i lipiecki Metody, arcybiskupi kerczeński Anatol, bakijski Walenty, penzeński i kuźniecki Serafin, sołnecznogorski Sergiusz, włodzimierski i suzdalski Eulogiusz, biskupi archangielski i murmański Pantelejmon (Dołganow), twerski i kaszyński Wiktor, krasnojarski i jenisejski Antoni, istriński Arseniusz, bronnicki Tichon, dmitrowski Innocenty, wieriejski Eugeniusz oraz oriechowo-zujewski Aleksy. Równocześnie z pełnioną funkcją w oddziale Synodu biskup Sawa był proboszczem parafii Trójrękiej Ikony Matki Bożej w Oriechowie-Borisowie. 
Od 5 marca 2010 jest biskupem tyraspolskim i dubosarskim. W 2013 otrzymał godność arcybiskupa.